# Gevangenpoort
La Gevangenpoort ('Puerta del prisionero') es una antigua puerta y prisión medieval en el Buitenhof en La Haya, Países Bajos. Está situada junto a la galería de arte del siglo XVIII fundada por Guillermo V, príncipe de Orange en 1774, conocida como Galería Príncipe Guillermo V.

## Historia de la prisión

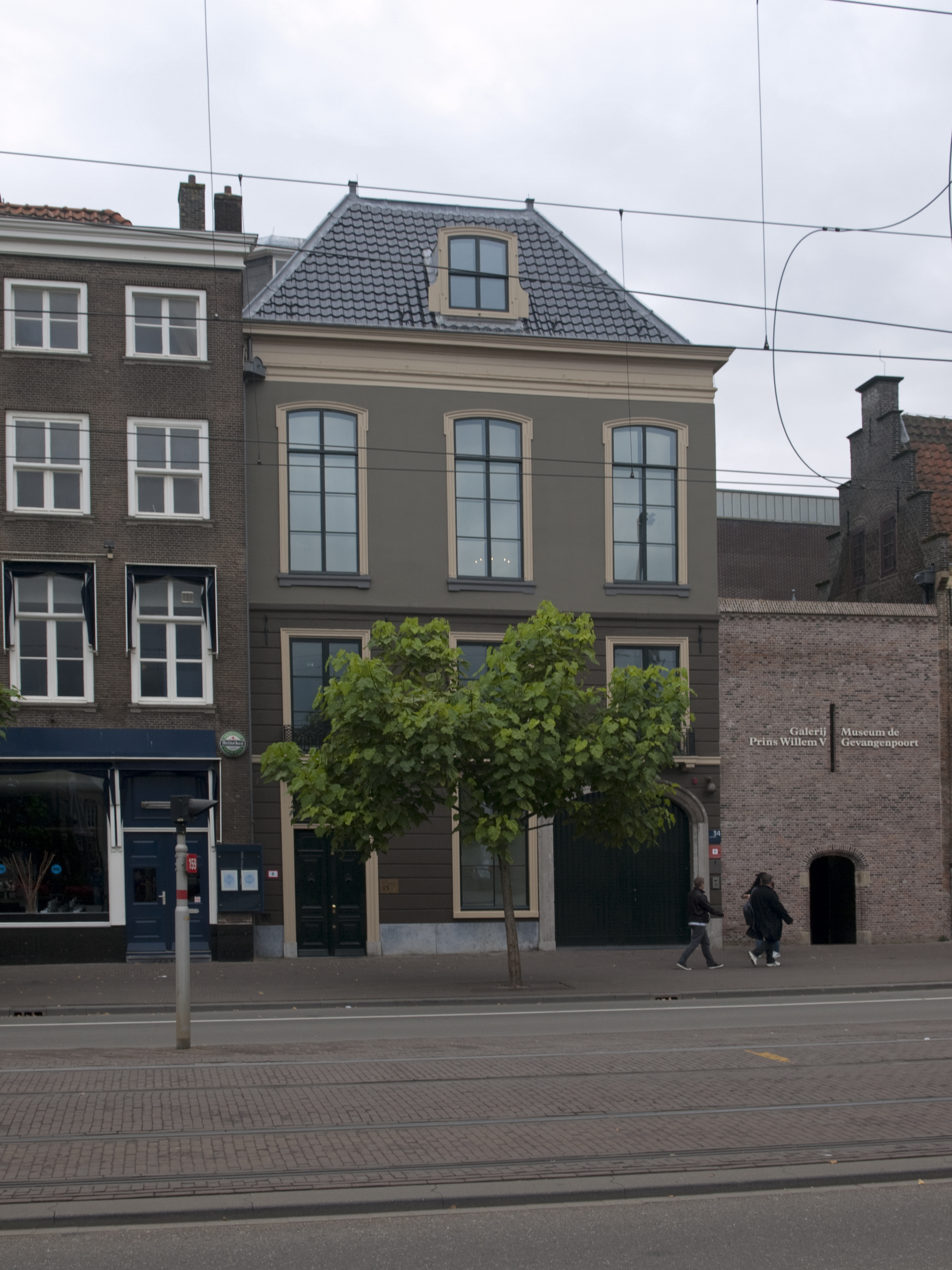
La nueva entrada tanto al Galerij Prins Willem V como al Museo Gevangenpoort

Desde 1420 hasta 1828, la prisión fue utilizada para recluir a personas que habían cometido delitos graves mientras esperaban sentencia.
Su prisionero más famoso fue Cornelis de Witt, acusado de planear el asesinato del estatúder. Fue linchado junto con su hermano Johan de Witt el 20 de agosto de 1672 en la plaza frente al edificio, llamada groene zoodje por la alfombra de césped utilizada para el cadalso. Cuando las ejecuciones públicas pasaron de moda, el área se utilizó para construir la Witte Society, un club de literatura que aún existe, pero que tuvo que mudarse cuando se construyó la calle en 1923.
En 1882, el Gevangenpoort se convirtió en un museo de la prisión. La función de "puerta" se perdió en 1923 cuando se derribaron las casas contiguas al Hofvijver para construir la calle que ahora permite el tráfico intenso, incluidos los tranvías.

## Galería de arte

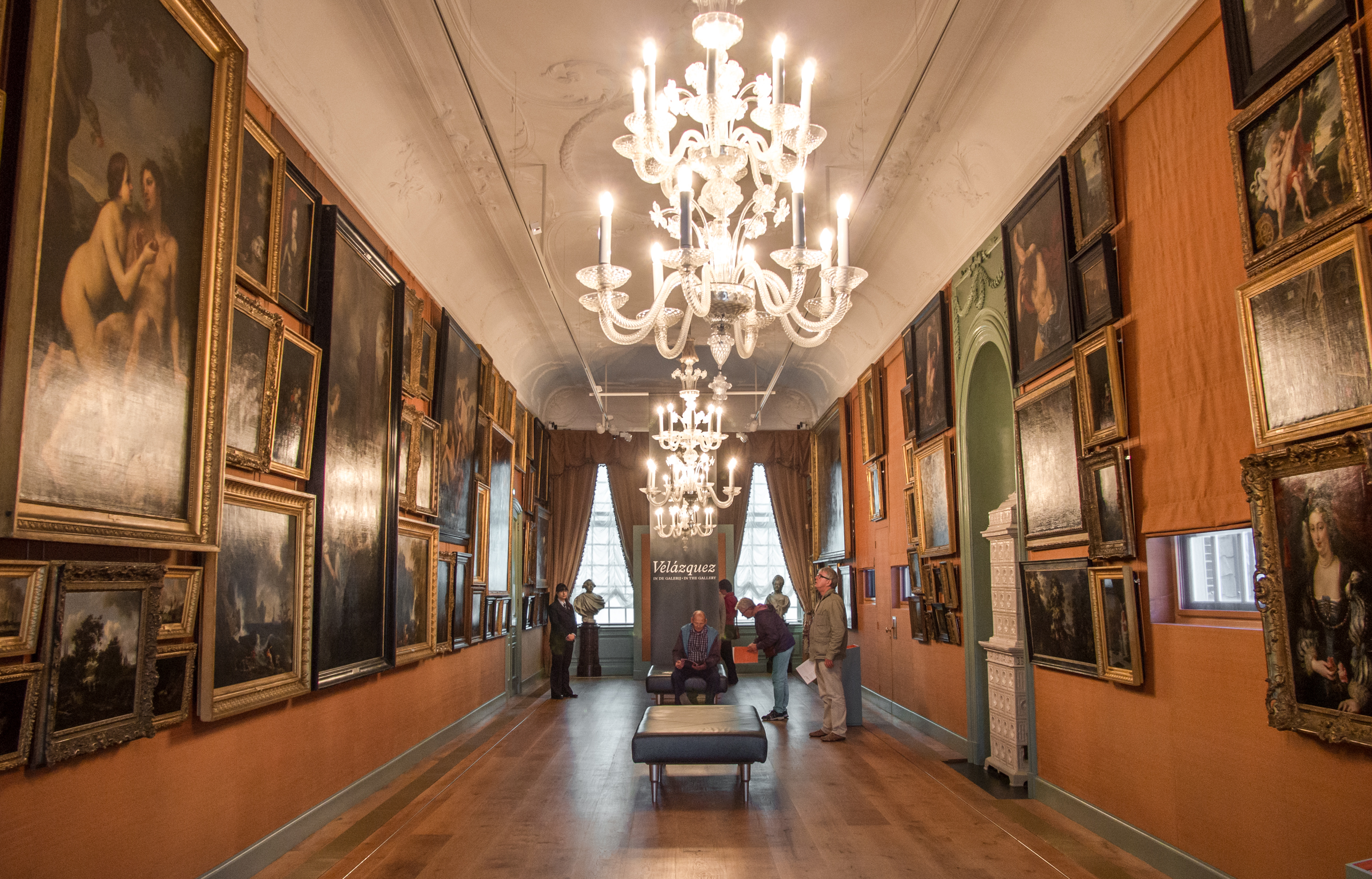
El interior de la Galería Príncipe Guillermo V.

Desde 2010, los visitantes del museo pueden ver la galería de arte restaurada a la que se puede llegar a través de una escalera especial que conecta los dos edificios. La colección que cuelga aquí es una reconstrucción moderna del gabinete de arte original de 1774 que estaba situado arriba sobre la escuela de esgrima. Las pinturas están nuevamente arriba, colgadas apiñadas en las paredes al estilo de finales del siglo XVIII. En 1822, la colección (entonces llamada Koninklijk Kabinet van Schilderijen te 's-Gravenhage) se trasladó a Mauritshuis, que sigue siendo el propietario formal de las pinturas expuestas. Durante las actividades de restauración, los aspectos más destacados de la colección permanente de Mauritshuis se han exhibido temporalmente en la galería.

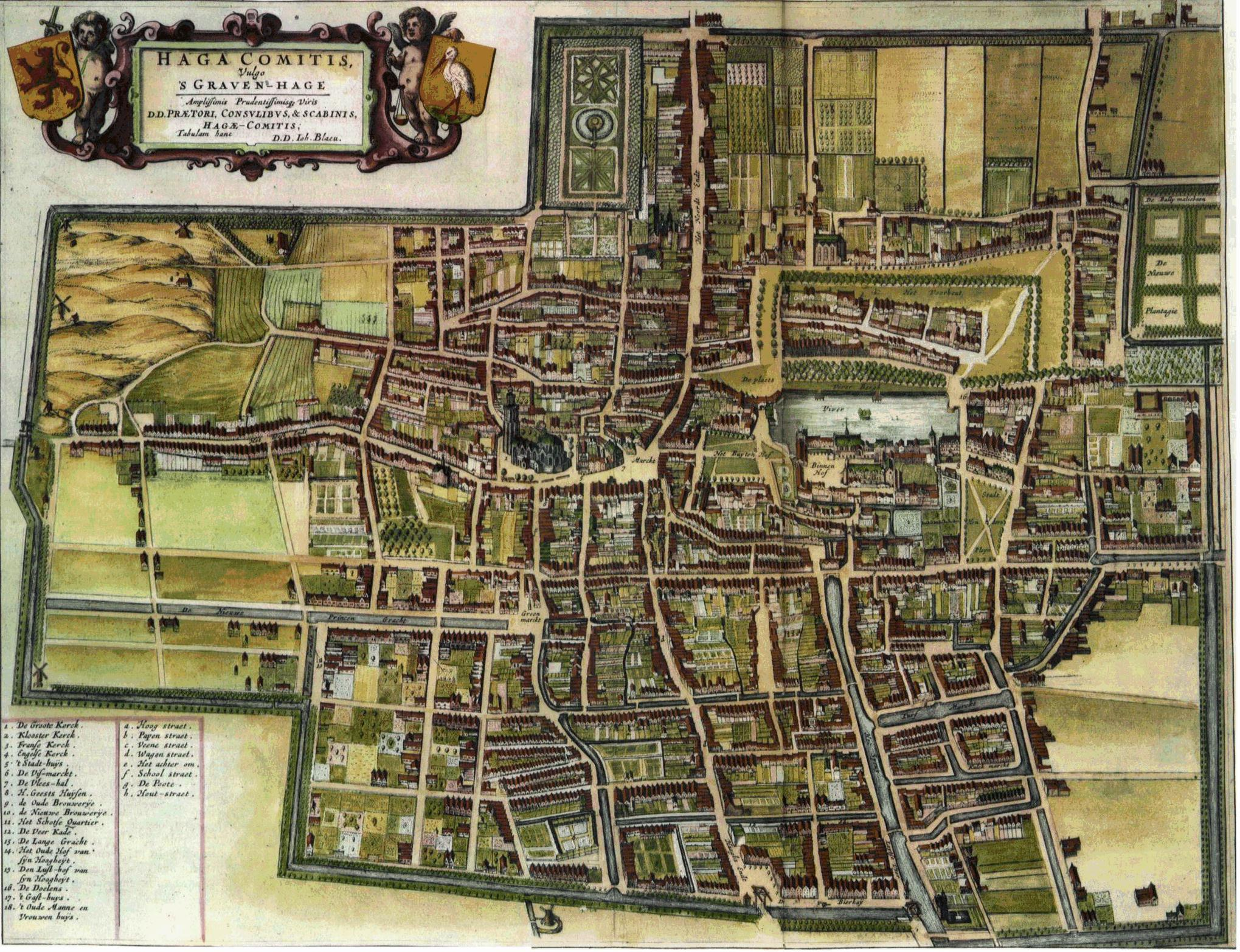
En este mapa de Joan Blaeu de 1652, se puede ver la puerta contigua al Hofvijver.
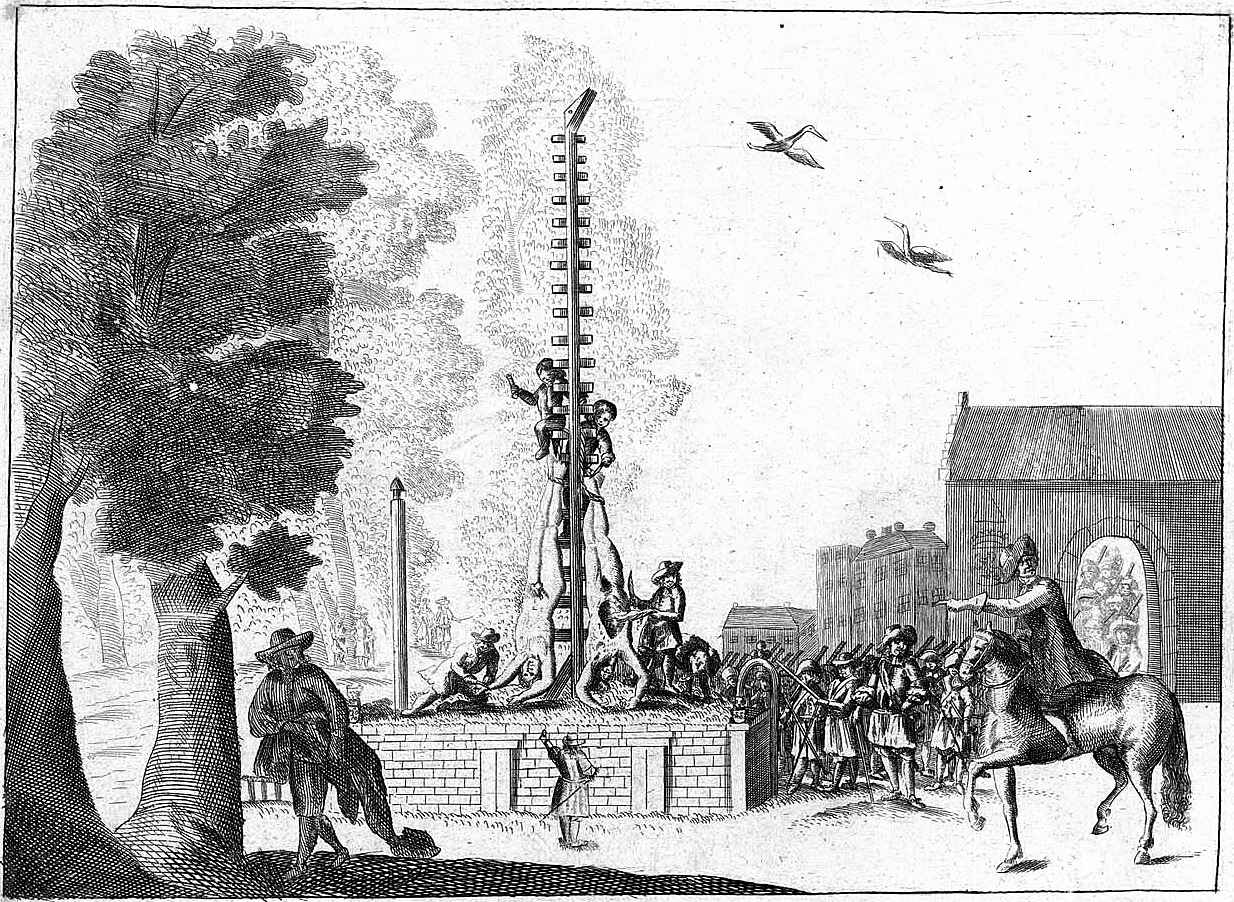
Los hermanos De Witt en el "Groene Zoodje".
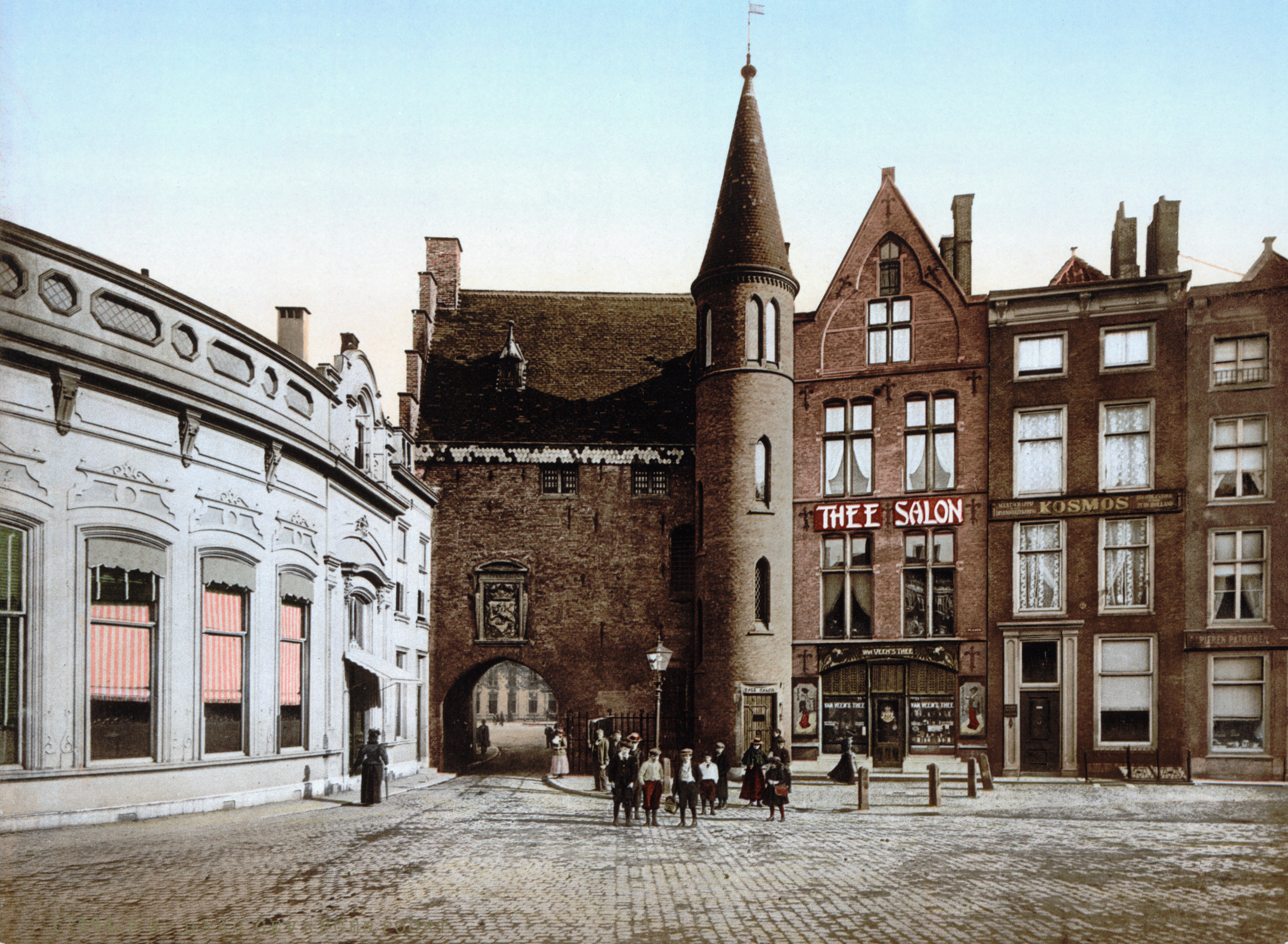
La puerta en 1900, con el edificio "Sociedad" a la izquierda con vistas al Hofvijver.
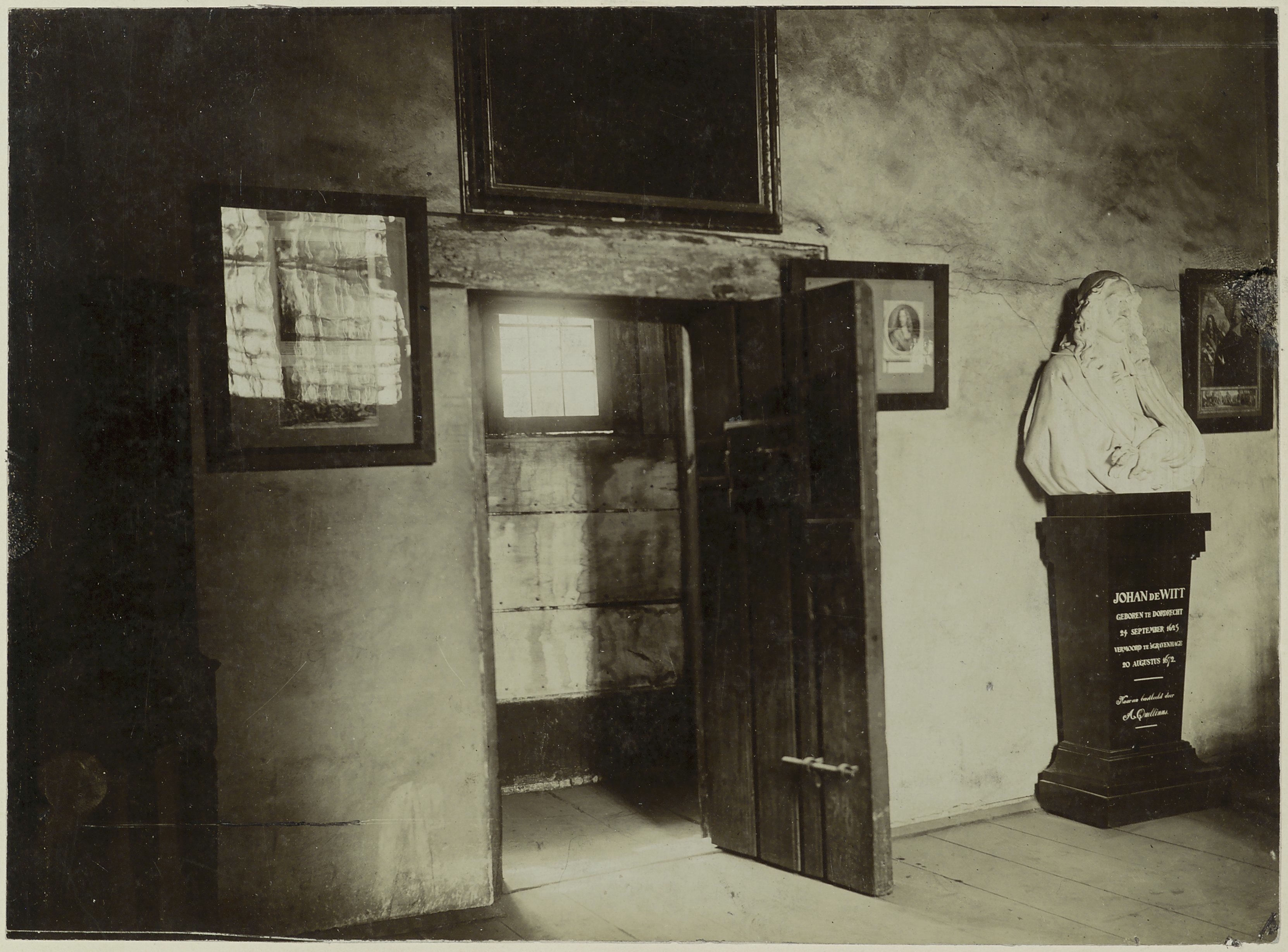
Antigua sala del museo con un busto de Johan de Witt antes de la restauración.
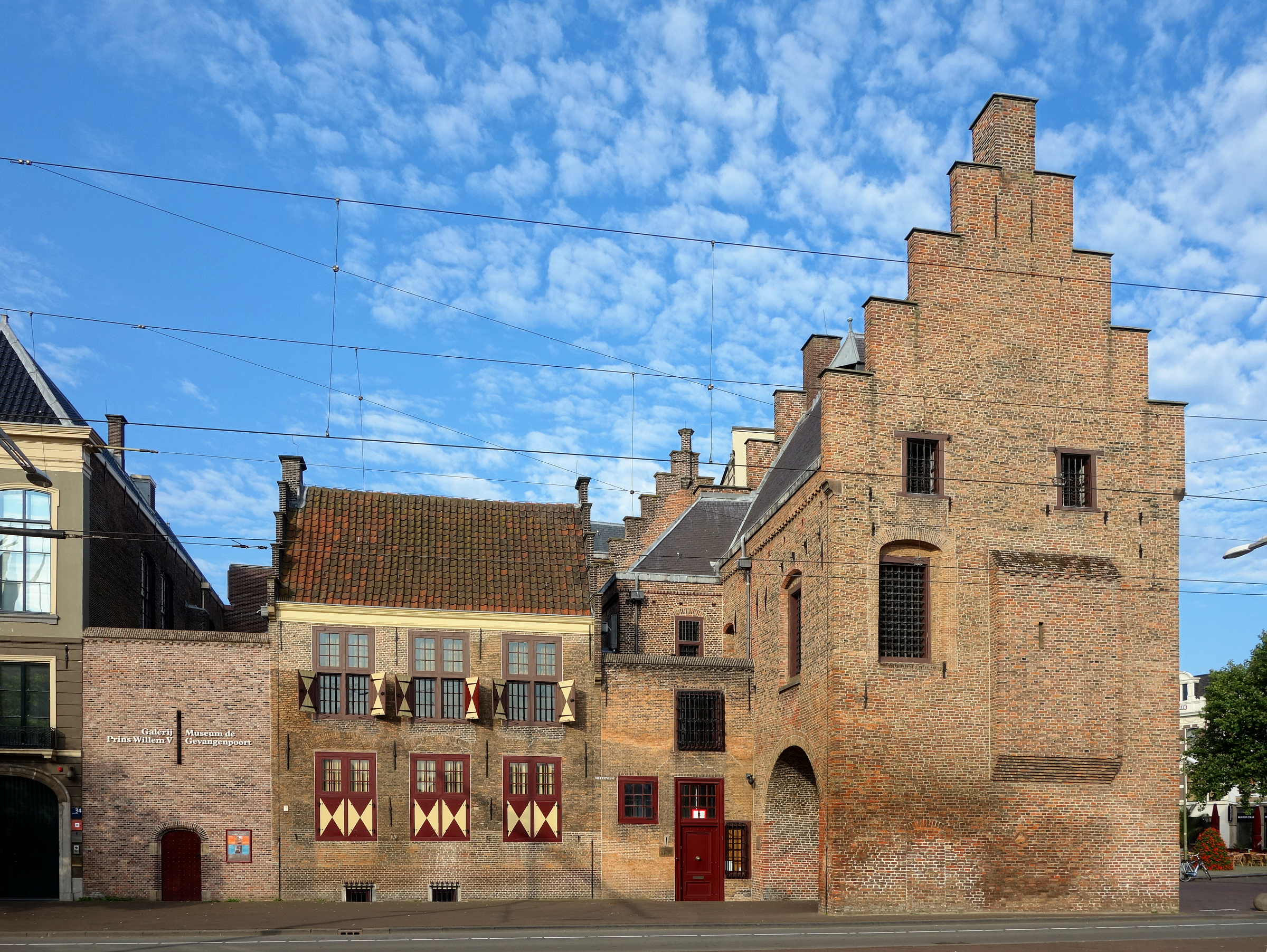

La puerta era un límite entre el "binnenhof" (patio interior) y el "buitenhof" (patio exterior). La puerta resultó ser demasiado pequeña en épocas posteriores para permitir que el tráfico pasara de manera segura, y a principios del siglo XX se tomó la decisión de rellenar una parte del Hofvijver y construir una nueva carretera. La función de la puerta antigua todavía se puede ver en pinturas y fotografías tempranas.

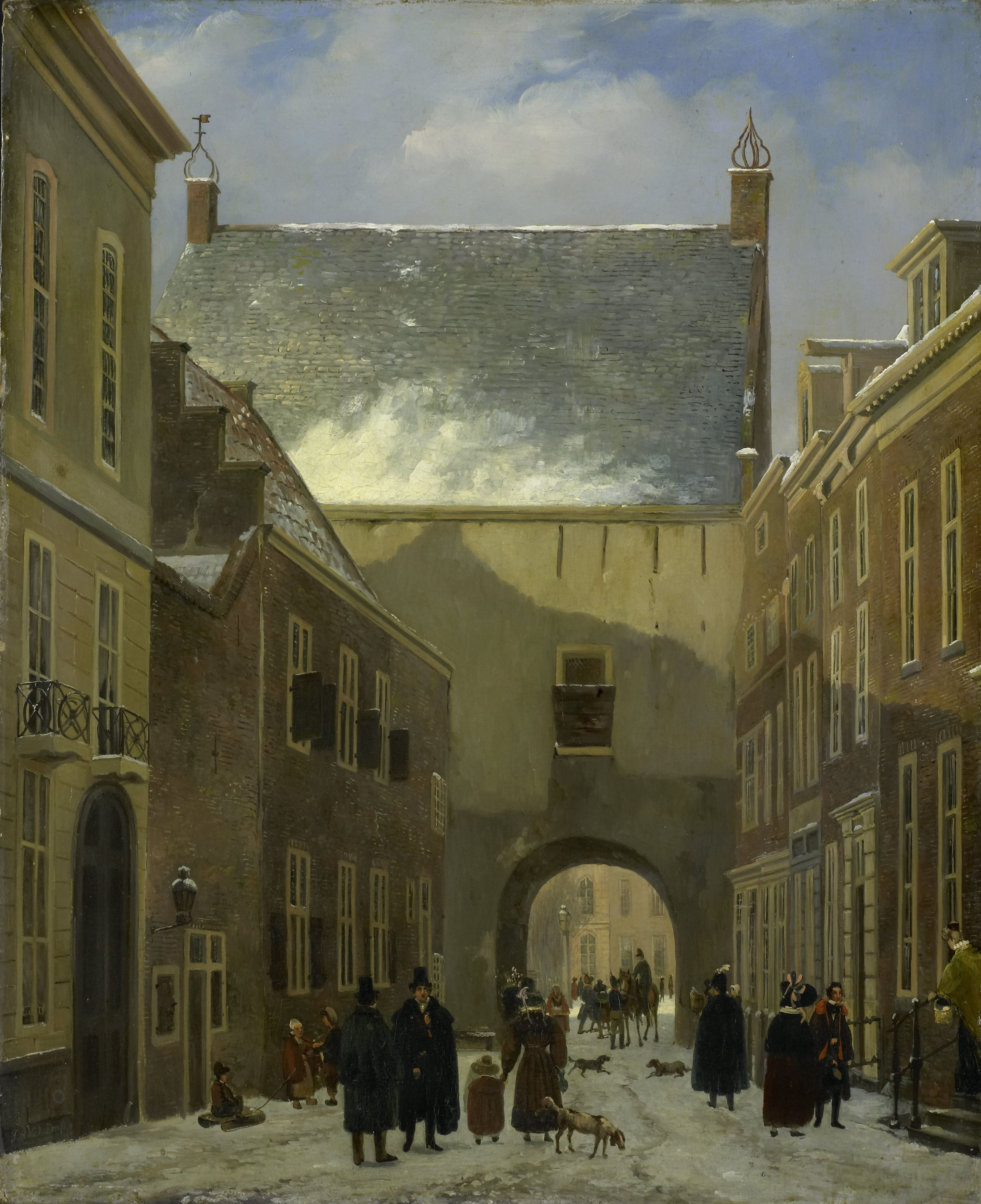
De Gevangenpoort te Den Haag de Johannes Adrianus van der Drift (entre 1820-1830)
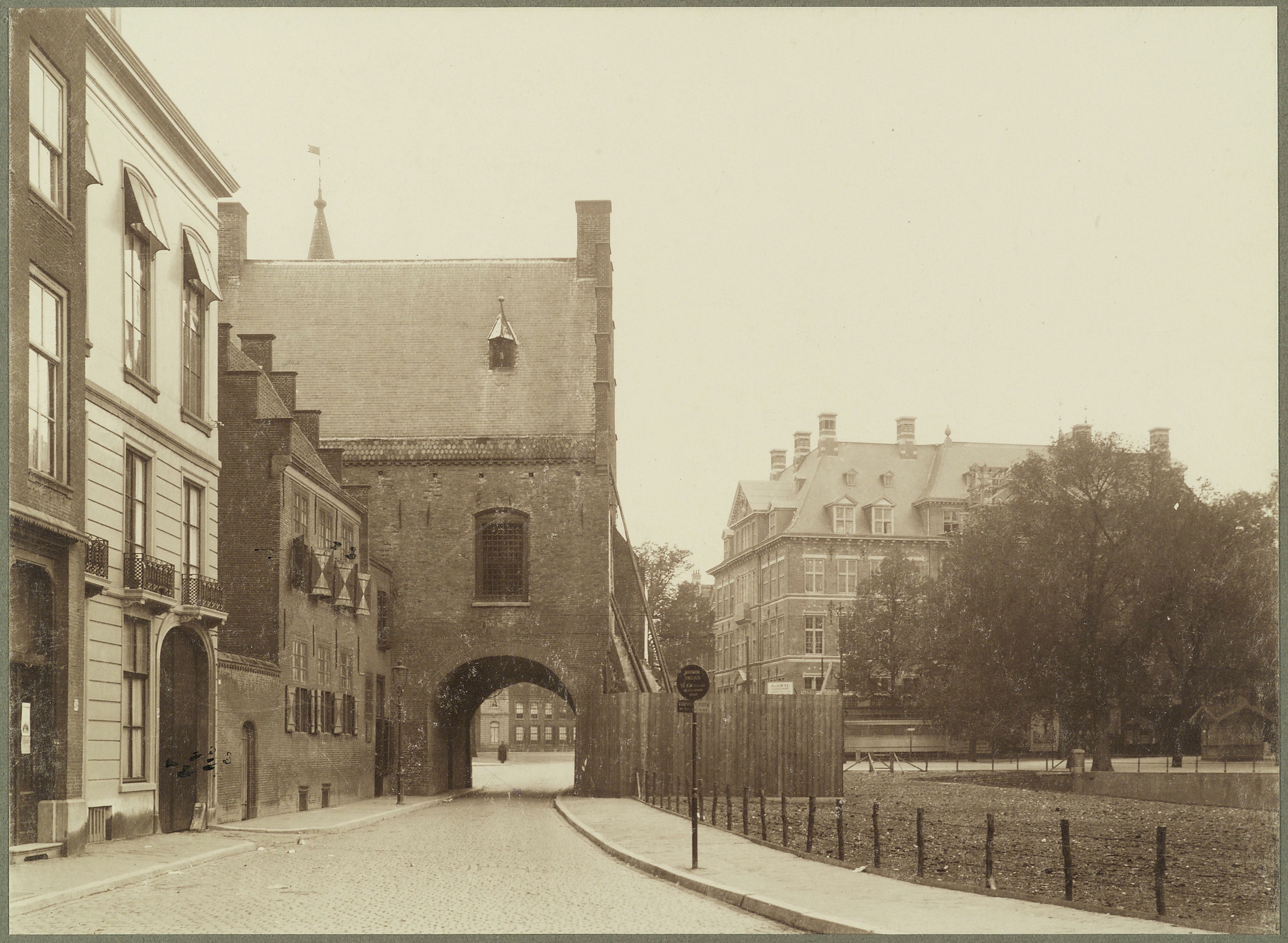
Situación en 1923 poco después de que los edificios fueran demolidos para dar paso a la nueva construcción de carreteras.